# Bryum perrieri
Bryum perrieri là một loài rêu trong họ Bryaceae. Loài này được Thér. mô tả khoa học đầu tiên năm 1920.